# Scream (1.ª temporada)
A primeira temporada de Scream foi anunciada pela MTV em 4 de junho de 2012. Jill Blotevogel é o showrunner e produtor executivo. A primeira temporada estreou em 30 de junho de 2015.

## Elenco e personagens

### Principal
- Willa Fitzgerald como Emma Duval
- Bex Taylor-Klaus como Audrey Jensen
- John Karna como Noah Foster
- Amadeus Serafini como Kieran Wilcox
- Carlson Young como Brooke Maddox
- Tracy Middendorf como Maggie Duval / Daisy Anderson
- Connor Weil como Will Belmont
- Jason Wiles como Xerife Clark Hudson

### Recorrente
- Tom Maden como Jake Fitzgerald
- Bobby Campo como Seth Branson
- Bryan Batt como Quinn Maddox
- Amelia Rose Blaire como Piper Shaw
- Sosie Bacon como Rachel Murray
- Brianne Tju como Riley Marra
- Sophina Brown como Lorraine Brock

### Convidado
- Bella Thorne como Nina Patterson
- Tom Everett Scott como Kevin Duval
- Max Lloyd-Jones como Tyler O'Neill
- Sharisse Baker-Bernard como Tracy Patterson
- Anthony Marble como Howard Jensen
- Anna Grace Barlow como Maggie Duval / Daisy Anderson (jovem)

## Produção
A emissora MTV confirmou a primeira temporada de Scream em 29 de outubro de 2014. Jill Blotevogel é o showrunner e produtor executivo, e já temos alguns atores confirmados para o elenco. Dentre eles estão a atriz Bex Taylor-Klaus que interpretará Audrey Jensen, e Willa Fitzgerald que interpretará Emma Duval.
Carlson Young que interpreta a patricinha Brooke Maddox foi anunciada no elenco principal logo depois.
A primeira temporada estreou em 30 de junho de 2015.

## Episódios
| N.º na série | N.º na temp. | Título                                       | Dirigido por   | Escrito por                                                                              | Exibição original     | Audiência (milhões) |
| --- | ------------ | -------------------------------------------- | -------------- | ---------------------------------------------------------------------------------------- | --------------------- | ------------------- |
| 1 | 1            | "Pilot" "(Piloto)" (BR)                      | Jamie Travis   | História por : Kevin Williamson Roteiro por : Jill Blotevogel, Dan Dworkin & Jay Beattie | 30 de junho de 2015   | 1.03                |
| Um incidente de bullying virtual cometido por Nina Patterson, uma estudante local do ensino médio, resulta em um assassinato brutal na pequena cidade de Lakewood. A violência chocante desperta memórias de uma matança feita há vinte anos, que tem assombrado alguns, intrigado outros, e talvez inspirado um novo assassino. |              |                                              |                |                                                                                          |                       |                     |
| 2 | 2            | "Hello, Emma" "(Oi, Emma)" (BR)              | Tim Hunter     | Jill Blotevogel                                                                          | 7 de julho de 2015    | 0.81                |
| A namorada secreta de Audrey, Rachel Murray, é morta pelo assassino, que faz com que o assassinato pareça um suicídio. Sua morte levanta questões e provoca mais um richa entre Emma e Audrey. Enquanto isso, Piper, uma podcaster e repórter provocativa chega em Lakewood para se informar sobre os assassinatos, o passado e o presente da cidade. |              |                                              |                |                                                                                          |                       |                     |
| 3 | 3            | "Wanna Play a Game?" "(Vamos Brincar?)" (BR) | Tim Hunter     | Jordan Rosenberg & Meredith Glynn                                                        | 14 de julho de 2015   | 0.87                |
| Emma descobre que sua mãe guardava segredos do passado. O assassino continua a perseguir Emma e a desafia para um jogo perigoso. Ele personifica Tyler, o que faz Riley se perguntar se ele ainda está vivo ou não. A conexão de Jake e Will à morte de Nina coloca seus futuros em perigo. E o assassino, acidentalmente ordenado por Emma, reivindica uma outra vítima, Riley. |              |                                              |                |                                                                                          |                       |                     |
| 4 | 4            | "Aftermath" "(Seguindo)" (BR)                | Brian Dannelly | Erin Maher & Kay Reindl                                                                  | 21 de julho de 2015   | 0.80                |
| Tyler é declarado morto quando eles encontram seu corpo nos destroços do acidente de carro, mas eles não conseguem encontrar a cabeça. Após os eventos chocantes do recente assassinato, Emma recebe uma mensagem misteriosa do assassino, levando ela, Audrey e Noah em busca de respostas e vingança em um hospital abandonado. A cabeça decepada de Tyler é encontrada no hospital por baixo da máscara usada pelo assassino. Enquanto isso, Will quer entrar na Duke University, mas, sem ter uma bolsa, ele chantageia seu caminho através do dinheiro. Brooke se sente culpada por deixar Riley para trás por causa de uma chamada para transar. Noah e Audrey recuperam as imagens no computador de Nina, que mostra uma gravação da primeira transa de Emma e Will. |              |                                              |                |                                                                                          |                       |                     |
| 5 | 5            | "Exposed" "(Exposta)" (BR)                   | Brian Dannelly | David Coggeshall                                                                         | 28 de julho de 2015   | 0.75                |
| Quando um vídeo íntimo é vazado, Emma descobre um segredo devastador. Um memorial tem lugar para todas as vítimas dos assassinatos. O Xerife Clark Hudson é substituído temporariamente pela detetive Lorraine Brock, que é atribuída por causa dos assassinatos. Emma é chamada para falar com a nova detetive sobre seus amigos, mas é ameaçada pelo assassino. Will e Jake chantageiam e atacam o pai de Brooke, o prefeito Quinn Maddox, e o obrigam a dar-lhes dinheiro para a mensalidade da faculdade de Will. |              |                                              |                |                                                                                          |                       |                     |
| 6 | 6            | "Betrayed" "(Traição)" (BR)                  | Julius Ramsay  | Jaime Paglia                                                                             | 4 de agosto de 2015   | 0.69                |
| Quando o DNA de Audrey é encontrado no interior da máscara, ela se torna a principal suspeita, uma vez que a morte de Rachel finalmente torna-se uma investigação. Ela tem um vídeo em casa que a faz parecer possivelmente o assassino. Emma e Noah o pegam e o assistem, levando-os a desconfiar de Audrey. Enquanto isso, a traição de Jake faz com que Will fale com Piper e leva a ambos a serem atacados pelo assassino depois que Will devolve o dinheiro chantageado para o pai de Brooke e pede desculpas em nome dele e Jake. Will, então, é arrastado e levado pelo assassino. |              |                                              |                |                                                                                          |                       |                     |
| 7 | 7            | "In the Trenches" "(Linha de Frente)" (BR)   | Leigh Janiak   | Jordan Rosenberg & Meredith Glynn                                                        | 11 de agosto de 2015  | 0.64                |
| Emma, Jake, Brooke e Noah jogam um jogo mortal de esconde-esconde ao irem em uma busca desesperada por Will, que os leva a uma pista de boliche abandonada. Emma descobre um outro segredo de sua mãe. Brooke confronta seu pai sobre seus atos suspeitos e a busca por Will termina com uma morte sangrenta e traumatizante. |              |                                              |                |                                                                                          |                       |                     |
| 8 | 8            | "Ghosts" "(Fantasmas)" (BR)                  | Rodman Flender | Erin Maher & Kay Reindl                                                                  | 18 de agosto de 2015  | 0.65                |
| O pai de Brooke é questionado na investigação do assassinato de Will. Todo mundo, especialmente Emma, tenta lidar com a morte de Will. Emma descobre um outro segredo chocante de sua mãe. Audrey e Noah dão um depoimento à polícia sobre Seth Branson e seu passado secreto. Brooke é atacada pelo assassino depois que Branson a deixa no teatro. Branson é levado em custódia pelos assassinatos. |              |                                              |                |                                                                                          |                       |                     |
| 9 | 9            | "The Dance" "(O Baile)" (BR)                 | Ti West        | Jill Blotevogel                                                                          | 25 de agosto de 2015  | 0.55                |
| Emma confronta Branson na delegacia que afirma não ser o assassino. Piper e Emma visitam a Sra. James, mãe de Brandon, que revela a identidade do filho de Brandon. Brooke planeja uma sua festa pós-Halloween em sua casa. O Xerife Clark é sequestrado pelo assassino. No baile de Halloween da escola, Emma começa a suspeitar de Kieran quando ele é colocado no centro das atenções. |              |                                              |                |                                                                                          |                       |                     |
| 10 | 10           | "Revelations" "(Revelações)" (BR)            | Jamie Travis   | Jaime Paglia                                                                             | 1 de setembro de 2015 | 0.76                |
| Todos descobrem que Branson fugiu da delegacia no mesmo momento em que o Xerife Clark aparece amarrado em um telão ao vivo no baile de Halloween. Presos na casa de Brooke, ela, Jake, Audrey, e Kieran descobrem que estão na "Grande Final" do assassino. Incapazes de alcançá-los, Noah e Emma correm contra o tempo para salvar seus amigos. Mas quando sua mãe é levada pelo assassino, Emma deve resgatá-la e quando o assassino é revelado, ela deve pará-lo de uma vez por todas. No lago, Emma confronta o assassino, que se revela ser Piper. Ela é a irmã perdida de Emma e filha de Brandon James. Ela revela todo o seu plano para Emma e sua mãe, em seguida, ataca Emma, mas é impedida por Audrey que lhe desfere um tiro na cabeça. Noah toma conta do podcast de Piper e é revelado que Audrey tem tido contato com Piper por meses antes dos assassinatos, o que explica que ela estava envolvida nos assassinatos. Este episódio foi dedicado a Wes Craven (diretor de todos os filmes Scream), que faleceu de câncer cerebral em 30 de agosto de 2015. |              |                                              |                |                                                                                          |                       |                     |